# Erhard Rahm
Erhard Rahm (* 24. April 1959 in Heiligenmoschel) ist ein deutscher Informatiker und Professor der Universität Leipzig.
Seine Forschungsgebiete sind Datenbanksysteme, Datenintegration und Big Data. Mit mehreren Auszeichnungen gilt er als Koryphäe der Datenbanken.

## Leben
Rahm studierte von 1979 bis 1984 Informatik an der TU Kaiserslautern und promovierte dort 1988.
Nach einem Forschungsaufenthalt bei IBM Research von 1988 bis 1989 war er Hochschulassistent an der TU Kaiserslautern und habilitierte 1993.
Seit 1994 ist er Inhaber der C4-Professur Datenbanken an der Universität Leipzig.

## Ausgewählte Werke
- Erhard Rahm: Mehrrechner-Datenbanksysteme. Addison-Wesley, 1994, ISBN 3-486-24363-2.
- Theo Härder, Erhard Rahm: Datenbanksysteme - Konzepte und Techniken der Implementierung. Springer-Verlag, 2001, ISBN 3-540-42133-5.
- Erhard Rahm, Gottfried Vossen (Hrsg.): Web & Datenbanken. dpunkt-Verlag, 2003, ISBN 3-89864-189-9.
- Erhard Rahm (Hrsg.): Data Integration in the Life Sciences. Springer-Verlag, 2004, ISBN 978-3-540-21300-0.
- Zohra Bellahsene, Angela Bonifati, Erhard Rahm (Hrsg.): Schema Matching and Mapping. Springer-Verlag, 2011, ISBN 978-3-642-16517-7.
- Erhard Rahm, Gunter Saake, Kai-Uwe Sattler: Verteiltes und Paralleles Datenmanagement. Springer-Verlag, 2015, ISBN 978-3-642-45241-3.

## Ausgewählte Auszeichnungen
- VLDB 10-Year Best Paper Award 2011[1] (gemeinsam mit Phil Bernstein und Jayant Madhavan)
- ICDE Influential Paper Award 2013[4] (gemeinsam mit Sergey Melnik und Héctor García-Molina)